# یوتاکا بابا
یوتاکا بابا (انگلیسی: Yutaka Baba؛ زادهٔ ۴ اکتبر ۱۹۸۶) بازیکن فوتبال اهل ژاپن است.